# Jay Garner
Jay Montgomery Garner (født 15. april 1938) er pensioneret general fra United States Army. Han blev i 2003, efter invasionen af Irak, udpeget som leder af koalitionens styre i Irak, men blev kort efter erstattet på posten af L. Paul Bremer.